# Elaphidion densevestitum
Elaphidion densevestitum är en skalbaggsart som beskrevs av Fisher 1942. Elaphidion densevestitum ingår i släktet Elaphidion och familjen långhorningar. Inga underarter finns listade i Catalogue of Life.